# کریمه مختار
کریمه مختار (انگلیسی: Karima Mokhtar; ۱۶ ژانویهٔ ۱۹۳۴ – ۱۲ ژانویهٔ ۲۰۱۷) هنرپیشه اهل مصر بود. او بیش از ۵۰ سال در عرصه سینما حضور داشت.